# Samsung Galaxy S4
Samsung Galaxy S4 (модельний номер — GT-I9500, інша назва — Samsung Galaxy S IV) — смартфон із серії Samsung Galaxy S, розроблений компанією Samsung Electronics, анонсований 14 березня 2013 року у Нью-Йорку на спеціальному заході Samsung Unpacked (15 березня 2013 року о 01.00 за київським часом). Його попередник — Samsung Galaxy S III.

## Створення
На початкових етапах створення смартфон мав кодове ім'я «Project J», що потім було змінено на «Altius».

## Характеристики смартфону

### Зовнішній вигляд
Зовнішньо Samsung Galaxy S4 порівняно із Samsung Galaxy S III майже не змінився: зменшились краї навколо екрану, інше оформлення граней смартфону. Залишились без змін органи управління та інтерфейси на бокових гранях. При збільшенні діагоналі з 4.8" (122 мм) до 5" (127 мм) фізичні розміри апарату майже не змінились. Корпус зроблено із пластику.
Згідно із повідомленнями зі середини компанії, Samsung з-поміж багатьох зразків обрала найдешевший. Було відкинуто полікарбонатний корпус з металевими вставками на гранях і AMOLED дисплеєм (структура Pentile), пластиковий корпус із алюмінієвими вставками і PHOLED дисплеєм (структура RGB). Повністю металевий зразок був відхилений на першому етапі.

### Апаратне забезпечення
Смартфон працює на базі восьмиядерного процесора Samsung Exynos 5 Octa 5410, що побудований за технологією big.LITTLE: один кластер із чотирьох ядер, що працюють із тактовою частотою 1,6 ГГц (архітектура Cortex-A15), інший кластер із чотирьох ядер, що працюють із тактовою частотою 1,2 ГГц (архітектура Cortex-A7), графічний процесор — PowerVR SGX544MP3. Оперативна пам'ять — 2 Гб і вбудована пам'ять — 16, 32 або 64 Гб (слот розширення пам'яті microSD до 64 Гб). Апарат оснащений 5 дюймовим (127 мм відповідно, а точніше 4.99" (126.75 мм)) екраном із роздільною здатністю 1080 x 1920 пікселів, тобто із щільністю пікселів 441 (ppi), що виконаний за технологією Super AMOLED. В апарат вбудовано 13-мегапіксельну основну камеру, що може знімати Full HD-відео (1080p) із частотою 30 кадрів на секунду, і фронтальною 2-мегапіксельною камерою (1080p, 30 кадрів на секунду). Дані передаються бездротовими модулями Wi-Fi (802.11a/b/g/n/ac), Bluetooth 4.0, DLNA і NFC. Підтримує мобільні мережі 4 покоління (LTE, залежно від країн), вбудована антена стандарту GPS + GLONASS. Весь апарат працює від Li-ion акумулятора ємністю 2600 мА·г і важить 130 грам.

### Програмне забезпечення
Смартфон Samsung Galaxy S4 постачається із встановленою Android Jelly Bean версії 4.2.2. Також встановлено новий фірмовий користувацький інтерфейс TouchWiz UI із новими функціями:
- Air View: надає можливість переглядати зображення, пошту, швидкий набір, стрічку відтворення відео, папки в галереї не доторкаючись до екрану.
- Story Album: додавання заміток до світлин.
- Samsung HoneSync: дозволяє зберігати всі дані в хмарному середовищі і переглядати їх із різних пристроїв.
- S Voice Drive: навігаційний додаток для безпеки руху водіїв.
- Samsung Knox: система безпеки доступу до даних на смартфоні, що розділяє екран на 3 поля (робочий стіл, адаптивний екран, екран для дітей).
- Dual Shot і Dual Video: Можливість бачити зображення із двох камер (задньої і передньої).
- S Translator: Революційно новий перекладач(голосовий та текстовий). Наразі підтримує 9 мов: китайську, французьку, німецьку, італійську, японську, корейську, португальську, іспанську та англійську.

## Сприйняття

### Критика
Ресурс «PhoneArena» поставив апарату 9,3 із 10 балів, сказавши, що «Samsung не застав нас зненацька своїм Galaxy S4». До плюсів зараховано компактні розміри при великому екрані, супер налаштовуваність, інтерфейс («відполірований»), до мінусів — посередня якість дзвінків, тонкий пластиковий корпус.
«TechRadar» поставив 4,5/5, сказавши, що «поєднання потужного начиння, найкращого на ринку екрану і розумного за характером дизайну робить дійсно сильним суперником для смартфонів, що ви їх збираєтесь купити». Сподобались екран («приголомшливий»), процесор («надзвичайно швидкий»), камера («чудова»), не сподобались — відчувається дешевшим, ніж апарати того ж рівня, інновації («ускладнюють»), користувацький інтерфейс («дещо проблемний»).
«CNET» поставив оцінку 4,5/5 (9/10), сказавши, що «Samsung Galaxy S4 є найкращим вибором для будь-кого, хто шукає великий екран і смартфон для будь-якої роботи». Плюсами смартфону названо Android 4.2.2, камера («фантастична»), процесор («потужний»), програмне забезпечення («для будь-яких завдань»), NFC, змінний акумулятор, слот розширення пам'яті, мінусами — екран («тьмяніший, ніж в інших»), пластиковий дизайн («виглядає дешевшим ніж інші»), режими камери («не всі працюють як було заявлено»), великий список програм.
«TheVerge» поставив 8,0/10, сказавши, що «Samsung Galaxy S4 є швидким і вражаючим, але також кричущим і складним». До переваг було зараховано апаратне забезпечення (процесор і камера), екран («розкішний»), багато програм, до недоліків — дизайн («неприємний і дешевий»), величезна кількість програм, продуктивність може падати у різних місцях.

### Продажі
Продажі смартфону почнуться у кінці квітня 2013 року у 155 країнах по всьому світі (327 операторів мобільного зв'язку).
Ресурсом SamMobile було складено список, де показано які країни отримають той чи інший варіант смартфону. Так Україна отримає лише версію Samsung Galaxy S4 із 8-ядерним процесором, Росія, африканські й азійські країни так само. Франція, Німеччина, Італія, Польща і Велика Британія отримають обидві версії, а решта Європи тримає лише версію Samsung Galaxy S4 із 4-ядерним процесором. Спочатку планувалось, що версію із 4-ядерним процесором отримає лише американський ринок, проте зважаючи на великий попит і нездатність компанії виготовити потрібну кількість власних 8-ядерних процесорів Exynos 5 Octa вчасно до початку продажів у квітні, було вирішено вийти за межі США на всі ринки розвинених країн (де є підтримка LTE-мереж) із Snapdragon 600. Тому у першій партії із 10 млн одиниць, частка версії, побудованої на процесорі від Qualcomm, становитиме 70%.
У Великій Британії смартфон будуть продавати O2, EE, Orange, T-Mobile, Three, Vodafone і Tesco Mobile, а також роздрібні продавці Carphone Warehouse and Phones 4U. Апарат почне продаватися 26 квітня 2013 року. Phones 4U заявив, що попереднє замовлення на смартфон четвертого покоління є більшим на 40% від аналогічного на Samsung Galaxy S III за перші 48 годин після представлення.
Британський роздрібний продавець Carphone Warehouse 20 березня 2013 року заявив, що попередніх замовлень на новий Samsung Galaxy S4 зроблено у майже 4,5 рази (446%) більше, ніж було на Samsung Galaxy S3.
Згідно із слів Віктора Шолошенка, директора з маркетингу мережі «Цитрус», попередні замовлення на Samsung Galaxy S4 майже у 10 разів перевищували аналогічні замовлення на апарат попереднього покоління, Samsung Galaxy S III.
В Україні смартфон офіційно став доступним із 27 квітня 2013 року за ціною ₴7000. Смартфон було представлено на нічних презентаціях мережі «Цитрус» з 26 на 27 квітня 2013 року в Одесі, Харкові, Донецьку і Дніпропетровську.
Два тижні після представлення, на апарат було зроблено 10 млн попередніх замовлень. Після двох місяців від початку продажів смартфону, до 30 липня 2013 року продажі у світі склали 20 млн штук (тобто в 1,7 разів більше ніж Samsung Galaxy S ІІІ за аналогічний період). 23 жовтня 2013 року головний виконавчий директор Samsung Джей Кей Шін заявив, що на цей момент продано більше 40 млн одиниць смартфону Samsung Galaxy S4.

## Регіональні варіації
Для ринку Північної Америки (США і Канада), а також Західної Європи буде випущено окремий варіант смартфону, що відрізнятиметься від світового варіанту процесором: чотириядерний Snapdragon 600 (APQ8064T) від Qualcomm, що працюватиме на тактовій частоті 1,9 ГГц, графічний процесор — Adreno 320. Також зможе працювати у мобільних мережах 4 покоління.

## Цікаві факти

### Реакція конкурентів
- Декілька годин перед початком Samsung Unpacked LG оновила свої білборди, під якими Samsung розмістила свої білборди із рекламою Galaxy S4. На білбордах LG використала 4, що була основною у рекламі Galaxy для реклами свого оновленого флагмана Optimus G Pro[35].
- Під час представлення смартфону 14 березня 2013 року, компанія HTC тролила Samsung у Твіттері гештеґом «#theNextBigFlop» (укр. Наступна Велика Невдаха), що висміювало слоґан нового Samsung Galaxy S4: «The Next Big Thing» (укр. Наступна Велика Річ), а директор із маркетингу HTC Бен Го сказав, що «пластиковий корпус Samsung Galaxy S4 блідне перед суцільно алюмінієвим корпусом HTC One»[36].
- Після представлення Galaxy S4 у четвер, 14 березня 2013 року, Apple оновила заставку на своєму сайті. там було написано англ. There's iPhone and then there's everything else (укр. Є iPhone, а потім всі решта)[37].
- 15 березня 2013 року, наступного дня після представлення смартфону, Nokia у Твіттері «твітнула» зображення із назвою «Вгадайте хто є хто…» (англ. Guess who's who...), де показано викладача (натяк на Nokia), що приймає екзамен у двох студентів, і один студент (натяк на Samsung) списує в іншого (натяк на Apple). Також було створено й інші «твіти», що натякали на те, що Samsung скопіювала у новому смартфоні багато нововведень Nokia, таких як бездротове заряджання, Cinemagraph, керування смартфоном у рукавицях[38].

### Інше
- Представлення смартфону Samsung Galaxy S4 знизило вартість акцій компанії Samsung на 2,3%, оскільки технічні «характеристики Galaxy S4 загалом збіглись із очікуваннями ринку»[39].
- За оцінками вартість виготовлення версії Samsung Galaxy S4 із 16 Гб внутрішньої пам'яті, 8-ядерним процесором і модулем HSPA+ коштує $244, з них вартість матеріалів — $236 і вартість збирання — $8,50. Версія із 16 Гб пам'яті, 4-ядерним процесором і модулем LTE коштує $241, з них вартість матеріалів — $233 і вартість збирання — $8,50[40].
- Трішки більше тижня після представлення Samsung Galaxy S4, 22 березня 2013 року ресурсом SamMobile було опубліковано світлини майбутнього Samsung Galaxy S4 Mini (модельний номер — GT-I9190)[41][42].